# Jünfu
Jünfu (egyszerűsített kínai írással: 云浮市, pinjin: Yúnfú) prefektúra szintű város Kínában, Kuangtung tartományban. Lakosainak száma 2 383 350 fő (2020).

## Népesség
| 2018 | 2 526 900 |
| 2020 | 2 383 350 |